# Stefan Engblom
Stefan Engblom (även känd under artistnamnen Phasio och Phatzoo samt ena halvan av duon Dada Life) är en svensk kompositör och DJ i popmusik och elektronisk dansmusik. Han har tillsammans med Axel Bellinder skrivit melodier till Johnny & Associates, Japans största artistagentur. Ett av deras besök i Japan skildrades i SVT-dokumentären Tokyo Superstars.
Som Phasio har Engblom släppt bland annat hard house-låten C.P.C.O. (Chainsaw Phasio Cut Open), som blev en stor hit i Sverige 2001. Som Phatzoo har Engblom släppt bland annat låten Twisted Tweak (2006) som slog igenom runt hela världen 2008.

## Diskografi

### Som Phasio

#### Album
- Just One More Day (2001)

#### Singlar
- That Style Is My Style (2000)
- C.P.C.O. (2001)
- Svärje (2001)
- Pure Adrenaline (2017)